# Shadow Lady
Shadow Lady (シャドウレディ?, Shadō Redi) è un manga di genere fantascientifico di Masakazu Katsura. Esso è stato serializzato su Weekly Shōnen Jump dal 1995 al 1996 e in seguito raccolto in tre volumi tankōbon dalla Shūeisha. Il manga è giunto in Italia grazie alla Star Comics che lo ha pubblicato a partire dal gennaio 1997 all'interno della collana Storie di Kappa ugualmente in tre volumi e con lo stesso senso di lettura giapponese.
Il lavoro Masakazu Katsura ha come ispirazione il motivo del film Batman. Quest'opera non è da confondersi con il libro di illustrazioni Shadow Lady Color del 1993 e con l'episodio autoconclusivo Shadow Lady Short pubblicato all'interno del volumetto unico Zetman del 1994.

## Trama
Aimi Komori è all'apparenza una ragazza dolce e tranquilla, ma grazie ad un ombretto magico donatole da un piccolo demone che la accompagnerá nelle sue avventure (Demota), si trasforma in Shadow Lady, abilissima ladra di gioielli anche se è il brivido il suo scopo più che la refurtiva. Braccata da un giovanissimo detective che prova per lei sentimenti contrastanti, si ritroverà però a lottare contro forze demoniache che la metteranno a dura prova.

## Volumi
| Nº | Data di prima pubblicazione | Data di prima pubblicazione | Data di prima pubblicazione |
| Nº | Giapponese                  | Giapponese                  | Italiano                    |
| -- | --------------------------- | --------------------------- | --------------------------- |
| 1  | 10 gennaio 1996             | ISBN 978-4-08-872041-8      | gennaio 1997                |
| 2  | 10 maggio 1996              | ISBN 978-4-08-872042-5      | febbraio 1997               |
| 3  | 4 settembre 1996            | ISBN 978-4-08-872043-2      | marzo 1997                  |